# 7. Dáil
Der 7. Dáil wurde am 16. Februar 1932 gewählt. Insgesamt 153 Abgeordnete (Teachtaí Dála) wurden in 30 Wahlkreisen mit dem Verfahren der übertragbaren Einzelstimmgebung (single transferable vote) bestimmt.

## Wahlausgang
siehe: Wahlen 1932

Sitzverteilung im 7. Dáil

Fianna Fáil und Cumann na nGaedhael waren die stärksten Kräfte im Dáil. Die Fianna Fáil verfehlte die absolute Mehrheit der Sitze und bildete eine Minderheitsregierung. 
Der Dáil Éireann kam erstmals am 9. März 1932 zur konstituierenden Sitzung zusammen. Als Vorsitzender des Dáils (Ceann Comhairle) wurde Frank Fahy (Fianna Fáil) gewählt. Seine Vertretung (Leas-Cheann Comhairle) wurde Patrick Hogan (Labour).
Éamon de Valera wurde zum Taoiseach gewählt. Er bildete die Regierung De Valera III. Oppositionsführer (Ceannaire an Fhreasúra) wurde William Thomas Cosgrave von der Cumann na nGaedheal. 
Es folgten die Neuwahlen am 24. Januar 1933.
| Partei | Partei              | Vorsitzende/r im Dáil   | März 1932: gewählte Teachtaí Dála | Jan. 1933: Teachtaí Dála | Veränderung |
| ------ | ------------------- | ----------------------- | --------------------------------- | ------------------------ | ----------- |
|        | Fianna Fáil         | Éamon de Valera         | 72                                | 70                       | −2          |
|        | Cumann na nGaedheal | William Thomas Cosgrave | 57                                | 54                       | −3          |
|        | Labour Party        | William Norton          | 7                                 | 7                        | −           |
|        | Farmers’ Party      | Timothy J. O’Donovan    | 3                                 | 3                        | −           |
|        | Unabhängige         |                         | 14                                | 14                       | −           |
|        | Ceann Comhairle     |                         | −                                 | 1                        | +1          |
|        | Vakant              |                         | −                                 | 4                        | +4          |
| Gesamt | Gesamt              | 153                     | 153                               | 153                      | –           |

## Teachtaí Dála
| Wahlkreis           | Name                        | Partei (Teilgruppe) | Partei (Teilgruppe) | Partei (Teilgruppe) | Partei (Teilgruppe)             | Im Amt seit        |
| Wahlkreis           | Name                        | Zu Beginn des Dáil  | Zu Beginn des Dáil  | Zum Ende des Dáil   | Zum Ende des Dáil               | Im Amt seit        |
| ------------------- | --------------------------- | ------------------- | ------------------- | ------------------- | ------------------------------- | ------------------ |
| Carlow–Kilkenny     | Thomas Derrig               |                     | Fianna Fáil         | Fianna Fáil         | Fianna Fáil                     | 23. Juni 1927      |
| Carlow–Kilkenny     | Desmond FitzGerald          |                     | Cumann na nGaedheal | Cumann na nGaedheal | Cumann na nGaedheal             | 21. Januar 1919    |
| Carlow–Kilkenny     | Seán Gibbons                |                     | Fianna Fáil         | Fianna Fáil         | Fianna Fáil                     | 9. März 1932       |
| Carlow–Kilkenny     | Denis Gorey                 |                     | Cumann na nGaedheal | Cumann na nGaedheal | Cumann na nGaedheal             | 6. Dezember 1922   |
| Carlow–Kilkenny     | Francis Humphreys           |                     | Fianna Fáil         | Fianna Fáil         | Fianna Fáil                     | 9. März 1932       |
| Cavan               | Patrick Smith               |                     | Fianna Fáil         | Fianna Fáil         | Fianna Fáil                     | 19. September 1923 |
| Cavan               | John O’Hanlon               |                     | Independent         | Independent         | Independent                     | 23. Juni 1927      |
| Cavan               | Michael Sheridan            |                     | Fianna Fáil         | Fianna Fáil         | Fianna Fáil                     | 9. März 1932       |
| Cavan               | John Joe O’Reilly           |                     | Cumann na nGaedheal | Cumann na nGaedheal | Cumann na nGaedheal             | 11. März 1925      |
| Clare               | Patrick Burke               |                     | Cumann na nGaedheal | Cumann na nGaedheal | Cumann na nGaedheal             | 9. März 1932       |
| Clare               | Patrick Hogan               |                     | Labour              | Labour              | Labour                          | 19. September 1923 |
| Clare               | Seán O’Grady                |                     | Fianna Fáil         | Fianna Fáil         | Fianna Fáil                     | 9. März 1932       |
| Clare               | Martin Sexton               |                     | Fianna Fáil         | Fianna Fáil         | Fianna Fáil                     | 11. Oktober 1927   |
| Clare               | Éamon de Valera             |                     | Fianna Fáil         | Fianna Fáil         | Fianna Fáil                     | 21. Januar 1919    |
| Cork Borough        | Richard Anthony             |                     | Independent         | Independent         | Independent                     | 23. Juni 1927      |
| Cork Borough        | William Thomas Cosgrave     |                     | Cumann na nGaedheal | Cumann na nGaedheal | Cumann na nGaedheal             | 21. Januar 1919    |
| Cork Borough        | William Desmond             |                     | Cumann na nGaedheal | Cumann na nGaedheal | Cumann na nGaedheal             | 9. März 1932       |
| Cork Borough        | Thomas Dowdall              |                     | Fianna Fáil         | Fianna Fáil         | Fianna Fáil                     | 9. März 1932       |
| Cork Borough        | Hugo Flinn                  |                     | Fianna Fáil         | Fianna Fáil         | Fianna Fáil                     | 11. Oktober 1927   |
| Cork East           | Brook Brasier               |                     | Independent         | Independent         | Independent                     | 9. März 1932       |
| Cork East           | William Broderick           |                     | Cumann na nGaedheal | Cumann na nGaedheal | Cumann na nGaedheal             | 9. März 1932       |
| Cork East           | Martin Corry                |                     | Fianna Fáil         | Fianna Fáil         | Fianna Fáil                     | 23. Juni 1927      |
| Cork East           | John Daly                   |                     | Cumann na nGaedheal |                     | verstorben am 27. Februar 1932  | 19. September 1923 |
| Cork East           | Patrick Murphy              |                     | Fianna Fáil         | Fianna Fáil         | Fianna Fáil                     | 9. März 1932       |
| Cork North          | Seán Moylan                 |                     | Fianna Fáil         | Fianna Fáil         | Fianna Fáil                     | 9. März 1932       |
| Cork North          | Daniel O’Leary              |                     | Cumann na nGaedheal | Cumann na nGaedheal | Cumann na nGaedheal             | 11. Oktober 1927   |
| Cork North          | Daniel Vaughan              |                     | Farmers’ Party      | Farmers’ Party      | Farmers’ Party                  | 6. Dezember 1922   |
| Cork West           | Jasper Wolfe                |                     | Independent         | Independent         | Independent                     | 23. Juni 1927      |
| Cork West           | Raphael Keyes               |                     | Fianna Fáil         | Fianna Fáil         | Fianna Fáil                     | 9. März 1932       |
| Cork West           | Timothy J. Murphy           |                     | Labour              | Labour              | Labour                          | 19. September 1923 |
| Cork West           | Timothy J. O’Donovan        |                     | Farmers’ Party      | Farmers’ Party      | Farmers’ Party                  | 19. September 1923 |
| Cork West           | Eamonn O’Neill              |                     | Cumann na nGaedheal | Cumann na nGaedheal | Cumann na nGaedheal             | 9. März 1932       |
| Donegal             | Neal Blaney                 |                     | Fianna Fáil         | Fianna Fáil         | Fianna Fáil                     | 11. Oktober 1927   |
| Donegal             | Brian Brady                 |                     | Fianna Fáil         | Fianna Fáil         | Fianna Fáil                     | 9. März 1932       |
| Donegal             | Frank Carney                |                     | Fianna Fáil         |                     | verstorben am 19. Oktober 1932  | 23. Juni 1927      |
| Donegal             | James Dillon                |                     | Independent         | Independent         | Independent                     | 9. März 1932       |
| Donegal             | Eugene Doherty              |                     | Cumann na nGaedheal | Cumann na nGaedheal | Cumann na nGaedheal             | 19. September 1923 |
| Donegal             | Daniel McMenamin            |                     | Cumann na nGaedheal | Cumann na nGaedheal | Cumann na nGaedheal             | 9. März 1932       |
| Donegal             | James Myles                 |                     | Independent         | Independent         | Independent                     | 19. September 1923 |
| Donegal             | John White                  |                     | Cumann na nGaedheal | Cumann na nGaedheal | Cumann na nGaedheal             | 19. September 1923 |
| Dublin County       | Seán Brady                  |                     | Fianna Fáil         | Fianna Fáil         | Fianna Fáil                     | 11. Oktober 1927   |
| Dublin County       | Patrick Curran              |                     | Labour              | Labour              | Labour                          | 9. März 1932       |
| Dublin County       | Henry Morgan Dockrell       |                     | Cumann na nGaedheal | Cumann na nGaedheal | Cumann na nGaedheal             | 9. März 1932       |
| Dublin County       | Thomas Finlay               |                     | Cumann na nGaedheal |                     | verstorben am 22. November 1932 | 9. Dezember 1930   |
| Dublin County       | John Good                   |                     | Independent         | Independent         | Independent                     | 19. September 1923 |
| Dublin County       | Seán MacEntee               |                     | Fianna Fáil         | Fianna Fáil         | Fianna Fáil                     | 21. Januar 1919    |
| Dublin County       | Bartholomew O’Connor        |                     | Cumann na nGaedheal | Cumann na nGaedheal | Cumann na nGaedheal             | 19. März 1924      |
| Dublin County       | Gearóid O’Sullivan          |                     | Cumann na nGaedheal | Cumann na nGaedheal | Cumann na nGaedheal             | 14. August 1927    |
| Dublin North        | Cormac Breathnach           |                     | Fianna Fáil         | Fianna Fáil         | Fianna Fáil                     | 9. März 1932       |
| Dublin North        | Alfie Byrne                 |                     | Independent         | Independent         | Independent                     | 9. März 1932       |
| Dublin North        | John Byrne                  |                     | Cumann na nGaedheal | Cumann na nGaedheal | Cumann na nGaedheal             | 23. Juni 1927      |
| Dublin North        | Margaret Collins-O’Driscoll |                     | Cumann na nGaedheal | Cumann na nGaedheal | Cumann na nGaedheal             | 19. September 1923 |
| Dublin North        | Eamonn Cooney               |                     | Fianna Fáil         | Fianna Fáil         | Fianna Fáil                     | 11. Oktober 1927   |
| Dublin North        | Richard Mulcahy             |                     | Cumann na nGaedheal | Cumann na nGaedheal | Cumann na nGaedheal             | 21. Januar 1919    |
| Dublin North        | Seán T. O’Kelly             |                     | Fianna Fáil         | Fianna Fáil         | Fianna Fáil                     | 21. Januar 1919    |
| Dublin North        | Oscar Traynor               |                     | Fianna Fáil         | Fianna Fáil         | Fianna Fáil                     | 9. März 1932       |
| Dublin South        | James Beckett               |                     | Cumann na nGaedheal | Cumann na nGaedheal | Cumann na nGaedheal             | 23. Juni 1927      |
| Dublin South        | Robert Briscoe              |                     | Fianna Fáil         | Fianna Fáil         | Fianna Fáil                     | 11. Oktober 1927   |
| Dublin South        | Peadar S. Doyle             |                     | Cumann na nGaedheal | Cumann na nGaedheal | Cumann na nGaedheal             | 19. September 1923 |
| Dublin South        | Thomas Hennessy             |                     | Cumann na nGaedheal | Cumann na nGaedheal | Cumann na nGaedheal             | 24. August 1927    |
| Dublin South        | Myles Keogh                 |                     | Cumann na nGaedheal | Cumann na nGaedheal | Cumann na nGaedheal             | 6. Dezember 1922   |
| Dublin South        | Seán Lemass                 |                     | Fianna Fáil         | Fianna Fáil         | Fianna Fáil                     | 18. November 1924  |
| Dublin South        | James Lynch                 |                     | Fianna Fáil         | Fianna Fáil         | Fianna Fáil                     | 9. März 1932       |
| Dublin University   | Ernest Alton                |                     | Independent         | Independent         | Independent                     | 16. August 1921    |
| Dublin University   | James Craig                 |                     | Independent         | Independent         | Independent                     | 16. August 1921    |
| Dublin University   | William Thrift              |                     | Independent         | Independent         | Independent                     | 16. August 1921    |
| Galway              | Gerald Bartley              |                     | Fianna Fáil         | Fianna Fáil         | Fianna Fáil                     | 9. März 1932       |
| Galway              | Patrick Beegan              |                     | Fianna Fáil         | Fianna Fáil         | Fianna Fáil                     | 9. März 1932       |
| Galway              | Seán Broderick              |                     | Cumann na nGaedheal | Cumann na nGaedheal | Cumann na nGaedheal             | 19. September 1923 |
| Galway              | Frank Fahy                  |                     | Fianna Fáil         |                     | Ceann Comhairle                 | 21. Januar 1919    |
| Galway              | Patrick Hogan               |                     | Cumann na nGaedheal | Cumann na nGaedheal | Cumann na nGaedheal             | 16. August 1921    |
| Galway              | Stephen Jordan              |                     | Fianna Fáil         | Fianna Fáil         | Fianna Fáil                     | 11. Oktober 1927   |
| Galway              | Fred McDonogh               |                     | Cumann na nGaedheal | Cumann na nGaedheal | Cumann na nGaedheal             | 9. März 1932       |
| Galway              | Joseph Mongan               |                     | Cumann na nGaedheal | Cumann na nGaedheal | Cumann na nGaedheal             | 11. Oktober 1927   |
| Galway              | Thomas Powell               |                     | Fianna Fáil         | Fianna Fáil         | Fianna Fáil                     | 23. Juni 1927      |
| Kerry               | Frederick Crowley           |                     | Fianna Fáil         | Fianna Fáil         | Fianna Fáil                     | 11. Oktober 1927   |
| Kerry               | John Flynn                  |                     | Fianna Fáil         | Fianna Fáil         | Fianna Fáil                     | 9. März 1932       |
| Kerry               | Eamon Kissane               |                     | Fianna Fáil         | Fianna Fáil         | Fianna Fáil                     | 9. März 1932       |
| Kerry               | Fionán Lynch                |                     | Cumann na nGaedheal | Cumann na nGaedheal | Cumann na nGaedheal             | 21. Januar 1919    |
| Kerry               | Thomas McEllistrim senior   |                     | Fianna Fáil         | Fianna Fáil         | Fianna Fáil                     | 19. September 1923 |
| Kerry               | Thomas O’Reilly             |                     | Fianna Fáil         | Fianna Fáil         | Fianna Fáil                     | 23. Juni 1927      |
| Kerry               | John O’Sullivan             |                     | Cumann na nGaedheal | Cumann na nGaedheal | Cumann na nGaedheal             | 19. September 1923 |
| Kildare             | Thomas Harris               |                     | Fianna Fáil         | Fianna Fáil         | Fianna Fáil                     | 29. Juni 1931      |
| Kildare             | Sidney Minch                |                     | Cumann na nGaedheal | Cumann na nGaedheal | Cumann na nGaedheal             | 9. März 1932       |
| Kildare             | William Norton              |                     | Labour              | Labour              | Labour                          | 9. März 1932       |
| Leitrim–Sligo       | William Browne              |                     | Fianna Fáil         | Fianna Fáil         | Fianna Fáil                     | 9. März 1932       |
| Leitrim–Sligo       | Frank Carty                 |                     | Fianna Fáil         | Fianna Fáil         | Fianna Fáil                     | 16. August 1921    |
| Leitrim–Sligo       | John Hennigan               |                     | Cumann na nGaedheal | Cumann na nGaedheal | Cumann na nGaedheal             | 19. September 1923 |
| Leitrim–Sligo       | Stephen Flynn               |                     | Fianna Fáil         | Fianna Fáil         | Fianna Fáil                     | 9. März 1932       |
| Leitrim–Sligo       | Bernard Maguire             |                     | Fianna Fáil         | Fianna Fáil         | Fianna Fáil                     | 11. Oktober 1927   |
| Leitrim–Sligo       | Martin Roddy                |                     | Cumann na nGaedheal | Cumann na nGaedheal | Cumann na nGaedheal             | 11. März 1925      |
| Leitrim–Sligo       | Mary Reynolds               |                     | Cumann na nGaedheal | Cumann na nGaedheal | Cumann na nGaedheal             | 9. März 1932       |
| Leix–Offaly         | Patrick Boland              |                     | Fianna Fáil         | Fianna Fáil         | Fianna Fáil                     | 23. Juni 1927      |
| Leix–Offaly         | William Davin               |                     | Labour              | Labour              | Labour                          | 6. Dezember 1922   |
| Leix–Offaly         | Eugene O’Brien              |                     | Cumann na nGaedheal | Cumann na nGaedheal | Cumann na nGaedheal             | 9. März 1932       |
| Leix–Offaly         | Patrick Gorry               |                     | Fianna Fáil         | Fianna Fáil         | Fianna Fáil                     | 11. Oktober 1927   |
| Leix–Offaly         | Thomas F. O’Higgins senior  |                     | Cumann na nGaedheal | Cumann na nGaedheal | Cumann na nGaedheal             | 14. März 1929      |
| Limerick            | George Bennett              |                     | Cumann na nGaedheal | Cumann na nGaedheal | Cumann na nGaedheal             | 23. Juni 1927      |
| Limerick            | Daniel Bourke               |                     | Fianna Fáil         | Fianna Fáil         | Fianna Fáil                     | 11. Oktober 1927   |
| Limerick            | James Colbert               |                     | Fianna Fáil         | Fianna Fáil         | Fianna Fáil                     | 19. September 1923 |
| Limerick            | Tadhg Crowley               |                     | Fianna Fáil         | Fianna Fáil         | Fianna Fáil                     | 23. Juni 1927      |
| Limerick            | John O’Shaughnessy          |                     | Farmers’ Party      | Farmers’ Party      | Farmers’ Party                  | 9. März 1932       |
| Limerick            | James Reidy                 |                     | Cumann na nGaedheal | Cumann na nGaedheal | Cumann na nGaedheal             | 9. März 1932       |
| Limerick            | Robert Ryan                 |                     | Fianna Fáil         | Fianna Fáil         | Fianna Fáil                     | 9. März 1932       |
| Louth               | Frank Aiken                 |                     | Fianna Fáil         | Fianna Fáil         | Fianna Fáil                     | 19. September 1923 |
| Louth               | James Coburn                |                     | Independent         | Independent         | Independent                     | 23. Juni 1927      |
| Louth               | James Murphy                |                     | Fianna Fáil         | Fianna Fáil         | Fianna Fáil                     | 16. August 1921    |
| Mayo North          | Micheál Clery               |                     | Fianna Fáil         | Fianna Fáil         | Fianna Fáil                     | 11. Oktober 1927   |
| Mayo North          | Michael Davis               |                     | Cumann na nGaedheal | Cumann na nGaedheal | Cumann na nGaedheal             | 23. Juni 1927      |
| Mayo North          | Patrick O’Hara              |                     | Cumann na nGaedheal | Cumann na nGaedheal | Cumann na nGaedheal             | 9. März 1932       |
| Mayo North          | Patrick Joseph Ruttledge    |                     | Fianna Fáil         | Fianna Fáil         | Fianna Fáil                     | 16. August 1921    |
| Mayo South          | James FitzGerald-Kenney     |                     | Cumann na nGaedheal | Cumann na nGaedheal | Cumann na nGaedheal             | 23. Juni 1927      |
| Mayo South          | Michael Kilroy              |                     | Fianna Fáil         | Fianna Fáil         | Fianna Fáil                     | 19. September 1923 |
| Mayo South          | Edward Moane                |                     | Fianna Fáil         | Fianna Fáil         | Fianna Fáil                     | 9. März 1932       |
| Mayo South          | Martin Nally                |                     | Cumann na nGaedheal | Cumann na nGaedheal | Cumann na nGaedheal             | 19. September 1923 |
| Mayo South          | Richard Walsh               |                     | Fianna Fáil         | Fianna Fáil         | Fianna Fáil                     | 23. Juni 1927      |
| Longford–Westmeath  | James Geoghegan             |                     | Fianna Fáil         | Fianna Fáil         | Fianna Fáil                     | 13. Juni 1930      |
| Longford–Westmeath  | Patrick Shaw                |                     | Cumann na nGaedheal | Cumann na nGaedheal | Cumann na nGaedheal             | 19. September 1923 |
| Longford–Westmeath  | Michael Kennedy             |                     | Fianna Fáil         | Fianna Fáil         | Fianna Fáil                     | 23. Juni 1927      |
| Longford–Westmeath  | Seán Mac Eoin               |                     | Cumann na nGaedheal | Cumann na nGaedheal | Cumann na nGaedheal             | 16. August 1921    |
| Longford–Westmeath  | Francis Gormley             |                     | Fianna Fáil         | Fianna Fáil         | Fianna Fáil                     | 9. März 1932       |
| Meath               | Eamonn Duggan               |                     | Cumann na nGaedheal | Cumann na nGaedheal | Cumann na nGaedheal             | 21. Januar 1919    |
| Meath               | James Patrick Kelly         |                     | Fianna Fáil         | Fianna Fáil         | Fianna Fáil                     | 9. März 1932       |
| Meath               | Matthew O’Reilly            |                     | Fianna Fáil         | Fianna Fáil         | Fianna Fáil                     | 23. Juni 1927      |
| Monaghan            | Ernest Blythe               |                     | Cumann na nGaedheal | Cumann na nGaedheal | Cumann na nGaedheal             | 21. Januar 1919    |
| Monaghan            | Eamon Rice                  |                     | Fianna Fáil         | Fianna Fáil         | Fianna Fáil                     | 9. März 1932       |
| Monaghan            | Conn Francis Ward           |                     | Fianna Fáil         | Fianna Fáil         | Fianna Fáil                     | 11. Oktober 1927   |
| National University | Michael Hayes               |                     | Cumann na nGaedheal | Cumann na nGaedheal | Cumann na nGaedheal             | 16. August 1921    |
| National University | Conor Maguire               |                     | Fianna Fáil         | Fianna Fáil         | Fianna Fáil                     | 9. März 1932       |
| National University | Patrick McGilligan          |                     | Cumann na nGaedheal | Cumann na nGaedheal | Cumann na nGaedheal             | 3. November 1923   |
| Roscommon           | Gerald Boland               |                     | Fianna Fáil         | Fianna Fáil         | Fianna Fáil                     | 19. September 1923 |
| Roscommon           | Martin Conlon               |                     | Cumann na nGaedheal | Cumann na nGaedheal | Cumann na nGaedheal             | 11. März 1925      |
| Roscommon           | Frank MacDermot             |                     | Independent         | Independent         | Independent                     | 9. März 1932       |
| Roscommon           | Daniel O’Rourke             |                     | Fianna Fáil         | Fianna Fáil         | Fianna Fáil                     | 16. August 1921    |
| Tipperary           | Dan Breen                   |                     | Fianna Fáil         | Fianna Fáil         | Fianna Fáil                     | 9. März 1932       |
| Tipperary           | Séamus Bourke               |                     | Cumann na nGaedheal | Cumann na nGaedheal | Cumann na nGaedheal             | 19. August 1923    |
| Tipperary           | Andrew Fogarty              |                     | Fianna Fáil         | Fianna Fáil         | Fianna Fáil                     | 23. Juni 1927      |
| Tipperary           | John Hasset                 |                     | Cumann na nGaedheal | Cumann na nGaedheal | Cumann na nGaedheal             | 23. Juni 1927      |
| Tipperary           | Seán Hayes                  |                     | Fianna Fáil         | Fianna Fáil         | Fianna Fáil                     | 23. Juni 1927      |
| Tipperary           | Daniel Morrissey            |                     | Independent         | Independent         | Independent                     | 6. Dezember 1922   |
| Tipperary           | Timothy Sheehy              |                     | Fianna Fáil         | Fianna Fáil         | Fianna Fáil                     | 11. Oktober 1927   |
| Waterford           | Seán Goulding               |                     | Fianna Fáil         | Fianna Fáil         | Fianna Fáil                     | 11. Oktober 1927   |
| Waterford           | John Kiersey                |                     | Cumann na nGaedheal | Cumann na nGaedheal | Cumann na nGaedheal             | 9. März 1932       |
| Waterford           | Patrick Little              |                     | Fianna Fáil         | Fianna Fáil         | Fianna Fáil                     | 23. Juni 1927      |
| Waterford           | William Redmond             |                     | Cumann na nGaedheal |                     | verstorben am 17. April 1932    | 19. September 1923 |
| Wexford             | Denis Allen                 |                     | Fianna Fáil         | Fianna Fáil         | Fianna Fáil                     | 23. Juni 1927      |
| Wexford             | Richard Corish              |                     | Labour              | Labour              | Labour                          | 16. August 1921    |
| Wexford             | Osmonde Esmonde             |                     | Cumann na nGaedheal | Cumann na nGaedheal | Cumann na nGaedheal             | 11. Oktober 1927   |
| Wexford             | John Keating                |                     | Cumann na nGaedheal | Cumann na nGaedheal | Cumann na nGaedheal             | 9. März 1932       |
| Wexford             | James Ryan                  |                     | Fianna Fáil         | Fianna Fáil         | Fianna Fáil                     | 19. September 1923 |
| Wicklow             | James Everett               |                     | Labour              | Labour              | Labour                          | 9. September 1922  |
| Wicklow             | Séamus Moore                |                     | Fianna Fáil         | Fianna Fáil         | Fianna Fáil                     | 23. Juni 1927      |
| Wicklow             | Dermot O’Mahony             |                     | Cumann na nGaedheal | Cumann na nGaedheal | Cumann na nGaedheal             | 23. Juni 1927      |

1. Dáil (1919–1921) |
2. Dáil (1921–1922) |
3. Dáil (1922–1923) |
4. Dáil (1923–1927) |
5. Dáil (1927) |
6. Dáil (1927–1932) |
7. Dáil (1932–1933) |
8. Dáil (1933–1937) |
9. Dáil (1937–1938) |
10. Dáil (1938–1943) |
11. Dáil (1943–1944) |
12. Dáil (1944–1948) |
13. Dáil (1948–1951) |
14. Dáil (1951–1954) |
15. Dáil (1954–1957) |
16. Dáil (1957–1961) |
17. Dáil (1961–1965) |
18. Dáil (1965–1969) |
19. Dáil (1969–1973) |
20. Dáil (1973–1977) |
21. Dáil (1977–1981) |
22. Dáil (1981–1982) |
23. Dáil (1982) |
24. Dáil (1982–1987) |
25. Dáil (1987–1989) |
26. Dáil (1989–1992) |
27. Dáil (1992–1997) |
28. Dáil (1997–2002) |
29. Dáil (2002–2007) |
30. Dáil (2007–2011) |
31. Dáil (2011–2016) |
32. Dáil (2016–2020) |
33. Dáil (2020–2024) |
34. Dáil (seit 2024)